# Clyomys laticeps
Clyomys laticeps (широкоголовий голчастий щур) — вид гризунів родини щетинцевих, що зустрічається в Серрадо і Пантаналах, центральної та південно-східної частини Бразилії і в східній частині Парагваю.

## Морфологія
Довжина голови й тіла: 187 мм, хвіст: 73 мм, довжина задніх лап: 32 мм, вух: 20,2 мм.
Середніх розмірів голчастий щур з добре розвинутими кігтями; вуха і хвіст короткі. Забарвлення жовто-сіро-коричневе чи рудо-чорне, чорніше на спині і стає сильно рудим на крупі й голові; на животі стає тьмяно білуватим чи жовтувато-коричневим; хвіст темно-коричневий.

## Поведінка
Напіврийний, колоніальний вид з денною активністю, що обмежується саваною та її краями.

## Загрози та охорона
Перетворення місць проживання на сільськогосподарські угіддя негативно впливає на вид у південній частині його діапазону проживання. Перебуває в деяких природоохоронних зонах.